# Фаталната жена
„Фаталната жена“ (на английски: Female Fatale) е криминален трилър по сценарий и режисура на Брайън Де Палма от 2002 г.
Във филма участват Антонио Бандерас и Ребека Ромейн.